# LRA25 Radio Nacional Tartagal
LRA 25 Radio Nacional  Tartagal o simplemente Radio Nacional, es una radio argentina que transmite en 540 kHz por AM y 92.3 MHz por FM (LRA325), desde Tartagal, Provincia de Salta.  
La estación radial inició sus transmisiones regulares el día 30 de agosto de 1978 y sus estudios se encuentran a 60 km del límite con Bolivia.
En el 2003, la emisora empezó a transmitir en FM a través de la frecuencia de 92.3.
Radio Nacional Tartagal transmite parte de la programación de LRA1 Radio Nacional Buenos Aires (Cabecera de LRA Radio Nacional), completando con programas propios de ellos.